# Heterothops niger
Heterothops niger är en skalbaggsart som beskrevs av Ernst Gustav Kraatz 1868. Heterothops niger ingår i släktet Heterothops, och familjen kortvingar. Arten är reproducerande i Sverige.